# Northern Bahr el Ghazal
Northern Bahr el Ghazal is een staat in Zuid-Soedan. De staat heeft een gebied van iets meer dan 33.500 vierkante kilometer en telde in 2000 ruim 826.000 inwoners. De hoofdstad van de staat is Aweil.

## Grenzen
Northern Bahr el Ghazal wordt begrensd door drie andere staten van Zuid-Soedan:
- Unity in het uiterste oosten.
- Warrap in het zuidoosten.
- Western Bahr el Ghazal in het zuiden en het westen.

en Soedan in het noorden.
Ook de regio Abyei, die omstreden is tussen Noord- en Zuid-Soedan, wordt gerekend tot Northern Bahr el Ghazal.
Central Equatoria · Eastern Equatoria · Jonglei · Lakes · Northern Bahr el Ghazal · Unity · Upper Nile · Warrap · Western Bahr el Ghazal · Western Equatoria